# 秋田潤
秋田 潤（あきた じゅん）は、日本の税関職員、財務官僚。財務省名古屋税関長。

## 人物・経歴
大阪府大阪市出身。神戸大学農学部卒業後、1983年 大蔵省入省。2003年 東京税関監視部国際情報センター室長。横浜税関監視部次長や東京税関調査部次長、財務省関税局関税課特殊関税調査室長、長崎税関調査部長等を経て、2014年 東京税関税関情報監理官。2015年7月から横浜税関監視部長を務め、大さん橋でのテロリズム対策訓練などにあたった。2016年7月 大阪税関総務部長。2017年7月 財務省関税局監視課長。2019年から名古屋税関長を務め、テロリズム対策や、豚熱予防策などを進めた。2020年 退官、一般財団法人日本貿易関係手続簡易化協会専務理事。